# Leiothrix laurinae
Leiothrix laurinae, "sumatrasångtimalia", är en fågelart i familjen fnittertrastar inom ordningen tättingar. Den betraktas oftast som en del av silverörad sångtimalia (Leiothrix argentauris), men urskiljs sedan 2016 som egen art av Birdlife International och IUCN. Den kategoriseras av IUCN som starkt hotad.
Fågeln förekommer enbart på Sumatra och delas in i två underarter med följande utbredning:
- L. l. rookmakeri – höglänta områden på norra Sumatra (Aceh)
- L. l. laurinae – höglänta områden på Sumatra förutom i norr